# Галерея (гідротехніка)
Галерея водозабірна (рос. водозаборная галерея, англ. water intake gallery, нім. Wasserentnahmegalerie f) — горизонтальна або похила підземна споруда для акумулювання підземних вод з водоносних гірських порід.